# Malaxis moluccana
Malaxis moluccana là một loài thực vật có hoa trong họ Lan. Loài này được (J.J.Sm.) Ames & C.Schweinf. mô tả khoa học đầu tiên năm 1920.